# Ангел Манолов
Ангел Манолов е български хоров диригент и музикален педагог – признат като основоположник на българското хорово изпълнителско изкуство, чието майсторство респектира специалистите в чужбина и в България. Уважаван като педагог, той предал опита си на младите тогава диригенти Марин Чонев и Лилия Гюлева – станали известни по-късно. Артистичното дело на Ангел Манолов – Маестрото изцяло принадлежи към националното ни нематериално културно наследство.

## Биография
Приобщаването на Ангел Манолов към хоровото изкуство започва още в неговите детски години. Не само пее в различни певчески състави, но и сам ръководи хорови ансамбли, съставени от съучениците му. След годините, преживени в Софийската духовна семинария, Ангел Манолов става студент в Юридически факултет (Софийски университет). През 1933 година бъдещият юрист сформира Академичния студентски хор. Благодарение на него той осъзнава, че професията юрист не е неговото призвание, а хоровото изкуство, на което отдава останалия си живот.
Въпреки че вече е бил професионален диригент, той участва в работата на хоровете, ръководени от академик Добри Христов и професор Асен Димитров, защото е искал да научи от тях повече за секретите на диригентското изкуство. По-късно негови учители стават Светослав Обретенов и професор Георги Димитров, чиито колегиални съвети му позволяват още повече да обогати диригентските си умения. Благодарение на това Академичният хор става първокласен певчески апарат, отличаващ се с блестяща звучност, с динамична амплитуда от плътното пианисимо до блестящото фортисимо. 

## Признание
Във всички архивни материали, проследяващи богатата история на Академичния хор има рядко срещано единодушие при определянето ролята на диригента-основател за неговия просперитет. Навсякъде се посочва, че той е „добър организатор, отдал целия си живот на хоровото изкуство“, „прекрасен музикант и диригент“, „настойчив педагог“, „баща на Академичния хор“. Тези характеристики са показателни, защото жалонират разностранните качества на Ангел Манолов, причина за постигане на високите художествени резултати и диригентско многолетие – „изключително рядък пример на несменяем ръководител“.
В продължение на цели 58 години, което само по себе си няма и до днес равен еквивалент, българския диригент Ангел Манолов е начело на създадения от него Академичен хор към Национален студентски дом, който след неговата смърт в негова чест е преименуван от „Академичен хор Георги Димитров“ и носи неговото име Академичен хор „Ангел Манолов“. Неговият принос за възхода на българското хорово изкуство се обуславя и от работата му с миньорския смесен хор „Темелко Ненков“ в Перник и смесения хор на здравните работници „Родина“ в София.
Основателят на катедра „Хорово дирижиране“ към Национална музикална академия, композиторът професор Георги Димитров изтъква в едно от юбилейните си поздравления че „Ангел Манолов е един от първите български музиканти, който има смелостта да избере хоровото дирижиране за единствена своя професия и един от малкото, обрекли изцяло живота си на хоровото изкуство. Диригент по призвание Ангел Манолов е диригент от най-висока класа. Може да се поучим от него“.
От редиците на „Академичен хор Ангел Манолов“ основан от маестрото са израснали над 250 български музиканти и певци, като Борис Христов, Димитър Узунов, Никола Гюзелев, Александрина Милчева, Маргарита Лилова, Анна Томова-Синтова и много други. 